# Tom Clancy's Splinter Cell: Essentials
Tom Clancy's Splinter Cell: Essentials is een stealth game ontwikkeld door Ubisoft Montreal. Essentials is het vijfde deel in de Splinter Cell-serie van Tom Clancy. Het spel volgt de geheime activiteiten van Sam Fisher, een agent die werkt voor een geheime afdeling van de National Security Agency, genaamd Third Echelon.

## Het verhaal
Het spel begint in het jaar 2009 tijdens de gebeurtenissen in het spel Double Agent. Sam Fisher, ook wel "King Spy" gaat naar de begraafplaats waar zijn dochter is begraven, hier wordt hij opgepakt omdat men hem ervan verdenkt dat hij in een terroristische organisatie is gegaan. Om te bewijzen dat Sam geen terrorist is moet de speler oude missies naspelen zoals die daadwerkelijk zijn gegaan.

## Ontvangst
De reacties op Essentials waren nogal negatief. Zo zou het spel te donker zijn en zou het te moeilijk zijn om overzicht te houden omdat het beeld niet goed meebeweegt.